# Laura Marine
Laura Marine est une actrice belgo-anglaise.

## Biographie
Laura Marine est née à Poole au Royaume-Uni mais elle fait ses études à l’école européenne de Bruxelles, où elle obtient son baccalauréat en 1982.
Après un cours de communication graphique à l’école de La Cambre, elle s’inscrit en section « Journalisme et Communication » auprès de l’Université libre de Bruxelles (ULB). Entre 1986 et 1989, elle suit des cours au Conservatoire royal de Bruxelles, où elle reçoit le 1er Prix d’art dramatique.
En 2008, elle suit un cours d'« Anatomie du scénario » auprès de John Truby.

## Filmographie
- 2013 : Commissaire Magellan - épisode : Chaud devant !, d'Étienne Dhaene.
- 2012 : Section de recherches - épisode : À corps perdu, d'Éric Le Roux, dans le rôle d’Audrey Legall.
- 2012 : Le Jour où tout a basculé, épisode : Mon petit ami a abusé de moi, dans le rôle de Nathalie (non créditée)[2].
- 2009 : Camping Paradis - épisode :  Doc Love au camping, de Bruno Garcia, dans le rôle de Romane.
- 2009 : Central Nuit - épisode : Petits et grands voyous, de Félix Olivier, dans le rôle de  Madame Leroi.
- 2008 : Chante ! - 26 épisodes, dans le rôle de Julie.
- 2008 : Paris, enquêtes criminelles - épisode : La quête, de Dominique Tabuteau, dans le rôle d’Élisabeth.
- 2005 : RIS police scientifique.
- 2000 : Navarro.
- 1995 : Highlander - 4e saison, épisode : Through a Glass Darkly, de Dennis Berry, dans le rôle de Nancy Goddard[3].